# 料理高校生
《料理高校生》（英語：Love Cuisine），是2015年三立華人電視劇週五檔系列的第八部作品，由映畫傳播製作，李國毅、林予晞、雷瑟琳、周群達領銜主演。於2015年7月13日開鏡，2015年12月31日殺青。三立都會台、Astro雙星於8月7日晚上10點首播，2016年1月1日播出最終回，全劇共22+2集。戲末播出幕後花絮《料理高校下課十分鐘》拍漏網鏡頭。本劇結業式後，於1月8日播出《課後總複習》，敘述韓杰和方小柔成為情侶的過程。課後總複習後，於1月15日播出《青春line上你》，回顧學生們的豐功偉業。該劇各集以第##堂標明集數。東森綜合台於8月8日晚上10點播出，星和都會台於8月30日晚上10點播出。接檔《莫非，這就是愛情》。

## 播出時間

### 首播
| 頻道                  | 所在地              | 播映日期                    | 播出時間                   | 備註                          |
| --------------------- | ------------------- | --------------------------- | -------------------------- | ----------------------------- |
| 三立都會台            | 中華民國            | 2015年8月7日                | 每週五 22:00 - 23:30       |                               |
| 東森綜合台            | 中華民國            | 2015年8月8日 （至10月31日） | 每週六 22:00 - 23:30       |                               |
| 東森綜合台            | 中華民國            | 2015年11月7日               | 每週六 20:30 - 22:00       |                               |
| 華視主頻              | 中華民國            | 2017年5月11日               | 每週一至週五 21:00 - 22:30 |                               |
| WINHD戲劇台           | 中華民國            | 2016年3月19日               | 每週六 20:00 - 22:00       | 2016年3月9日從21:00開始播出   |
| MTV                   | 中華民國            | 2016年3月26日               | 每週六 20:00 - 21:30       | 遇到演唱會(LIVE) 暫停播出一次 |
| Astro雙星 Astro雙星HD | 马来西亚            | 2015年8月7日                | 每週五 22:00 - 23:30       | 與臺灣同步播出                |
| Astro喜悅HD           | 马来西亚            |                             | 週一至週五14:00 - 15:00    | 60分鐘版                      |
| viki                  | 歐洲 · 美洲 · 印度  | 2015年8月7日                | 每週五 24:00 上架          |                               |
| 星和都會台            | 新加坡              | 2015年8月30日               | 每週日 22:00 - 23:30       |                               |
| dimsum                | 马来西亚 · 新加坡 · | 2020年10月2日               | 全集上架                   | 60分鐘版                      |

### 重播
| 頻道                  | 所在地   | 播映日期      | 播出時間                                 |
| --------------------- | -------- | ------------- | ---------------------------------------- |
| 三立都會台            | 中華民國 | 2015年8月8日  | 每週六 04:00 - 05:30                     |
| 三立都會台            | 中華民國 | 2015年8月9日  | 每週日 15:00 - 16:30                     |
| 三立都會台            | 中華民國 | 2015年8月14日 | 每週五 09:00 - 10:30                     |
| 三立都會台            | 中華民國 | 2015年8月14日 | 每週五 14:00 - 15:30                     |
| 東森綜合台            | 中華民國 | 2015年9月20日 | 每週日 14:00 - 15:30                     |
| 三立戲劇台            | 中華民國 | 2016年1月3日  | 每週日 18:00 - 19:30                     |
| 三立戲劇台            | 中華民國 | 2016年1月9日  | 每週六 06:00 - 07:30                     |
| 三立戲劇台            | 中華民國 | 2016年1月9日  | 每週六 12:00 - 13:30                     |
| MTV                   | 中華民國 | 2016年3月27日 | 每週日 01:00 - 02:30                     |
| MTV                   | 中華民國 | 2016年4月2日  | 每週六 08:00 - 09:30                     |
| 華視主頻              | 中華民國 | 2017年5月12日 | 每週一至週四 00:00 - 01:30 02:30 - 04:00 |
| 華視主頻              | 中華民國 | 2017年5月12日 | 週五 01:00 - 02:30 03:30 - 05:00         |
| Astro雙星 Astro雙星HD | 马来西亚 | 2015年8月8日  | 每週六 10:00 - 11:30                     |
| Astro雙星 Astro雙星HD | 马来西亚 | 2015年8月8日  | 每週六 15:30 - 17:00                     |
| Astro雙星 Astro雙星HD | 马来西亚 | 2015年8月9日  | 每週日 01:00 - 02:30                     |
| Astro雙星 Astro雙星HD | 马来西亚 | 2015年8月9日  | 每週日 04:30 - 06:00                     |
| 星和都會台            | 新加坡   | 2015年8月31日 | 每週一 06:30 - 08:00                     |
| 星和都會台            | 新加坡   | 2015年9月6日  | 每週日 14:30 - 16:00                     |

## 演員陣容

### 主要演員
| 演員   | 角色   | 介紹 | 登場集數  |
| 李國毅 | 韓     | 「只要妳敢，我就會讓你心動！」方小柔的未婚夫。 28歲，四平高職餐飲科老師，韓嘉雄、許蔓芬的兒子（但雙方協定故意隱瞞），為當年害師傅方明凱手受傷的學徒，但也因此灌輸「手對廚師非常重要」和「水火無情」的嚴厲概念，是在台北長大的台灣人。歐洲「橄欖餐桌」的前負責人和主廚 （第15集卸任），五星級法國餐廳的主廚，曾入選Discovery頻道「亞洲十大最佳青年主廚」、頂級餐廳指南《Relais & Chateaux》「全球最佳150位主廚之一」，米其林三星主廚，與Cindy Yao共得《Gault Millau》150位最有潛質新廚。性格高傲、自信，為世大運的指導老師，料理大賽被取消資格後引咎辭職，但被方小柔挽留。嗅覺靈敏，第2集成功發現王邁致是偷拍上傳照片的主謀，在第6集，發現世文於第一回合炮製「橄欖餐桌」的招牌菜：台灣版馬賽魚湯。第7集被發現他是《翠玉鳳眼》食譜的最後兩位繼承人（另一位是方小柔），而被 Cindy Yao 逼迫他承認和方明凱的師徒關係，也發現王邁致偷用非本土食材。第8集向方小柔告白，第9集有意離開台灣，離開前炮製「溫柔」(改良版蘇格蘭炸蛋) 給方小柔，小柔毅然決然的離開臺灣鑽研廚藝。第10集因送懷孕的新老師去醫院，而被方小柔誤會他結婚生子，事後他對方父說想要重新認識方小柔，與方小柔暫時保持距離，全力追求方小柔，也為她搭公車上班。第11集跟方小柔和學生們改良醬油工廠的員工膳食餐單，也跟她幫員工們照顧醬油原料。在第15集跟方小柔正式交往。第16集約方小柔在他家做客，發現他私下喜歡蒐集料理漫畫，也被發現從方小柔到國外藍帶學院，他在畫冊上畫料理。第19集，透露自己最喜歡的調味料是鹽巴，雖然非常普通，但最能替牛肉提味。第22集，因為被發現他是校長的兒子，而又被相親，所以想在決賽後跟方小柔私奔。在海邊向方小柔求婚，還在那拍婚紗照。 | 全劇      |
| 林予晞 | 方小柔 | 「為了不讓其他人搶走你，我們在一起吧！」韓杰的未婚妻。 25歲，餐飲科班導師，主要教授酒品知識，因為爸爸不讓她碰刀子，刀功和烘培能力不好，方明凱的女兒，溫振宇的學妹。小柔從小就是模範生、國文小老師、輔導小老師…有耐心又熱心的她也會主動去做別的小朋友不想做的事。因為她覺得，可以幫助別人而且又可以被依賴的感覺實在是太美好了！曾榮獲全國調酒冠軍,擅長花式調酒 （在第4集表演蒙眼調酒），可是被韓杰發現她的酒量比爸爸想像的不好！在廚師比賽把最關鍵的一票投給韓杰，最後也令溫振宇投給他，喜歡韓杰。她一直對害爸爸受傷而大毀前程的學生懷恨在心，卻一直不知道是韓杰，雖然他有誠實招來，但小柔以為他只是安慰她，到他被 Cindy Yao 逼迫他承認和方明凱的師徒關係。在第9集把韓杰的護照照片塗鴉，想要挽留他。意外的聽到了韓杰和方爸聊天的內容，誤以為韓杰喜歡她只是對方爸的承諾。第十集小柔毅然決然的離開臺灣鑽研廚藝，下定決心要從「臭豆腐」變「米其林料理」，一年後，小柔從歐洲回來，馬上就被韓杰認出來，也成為烘培新秀，成為甜點老師。小柔發現這一切都是誤會（韓杰跟方爸的聊天內容、他未婚生子等），想跟韓杰道歉，卻發現韓杰的態度變了，也惹怒了他。第11集跟韓杰和學生們改良醬油工廠的員工膳食餐單，也跟他幫員工們照顧醬油原料。方小柔也沒有駕駛上班的習慣。在第12集被韓杰偷吃她的午餐。在第13集，吃下被陳夢晨搞砸的韓杰交換給方小柔的韓式便當，也令她對花生產生過敏，吃了變味的便當，和被撒花生粉的炸雞後，全身發蕁麻疹，令校慶露營延後。在第15集跟韓杰正式交往。在第17集發現她喜歡團購食物。在第20集和Chris談話後，聽到了關於和韓杰之間的故事。在22集跟韓杰私奔，被韓杰求婚，還在她與韓杰第一次相遇的海邊拍婚紗照。最後接任四平高職下一屆校長。                     | 全劇      |
| 雷瑟琳 | 江佩穎 | 「你知道我最喜歡你哪一點了嗎？離我遠一點！」 28歲，學校產學合作部主任，小柔好友兼室友。面貌姣好，還有著怎麼吃都不胖的完美身材，很受學生跟男老師歡迎，但是都沒有誰能讓她看上眼的。偵測方小柔喜歡韓杰。第11集發現溫振宇加入李志超追求方小柔行列，於是積極打破他的機會。第15集，為了破壞李志超追求她的遐想，主動強吻溫振宇。第17集因為溫振宇要回歐洲，才發現自己其實喜歡他，但是卻愛面子的不肯承認。 第22集溫振宇寄了一張飛往歐洲的頭等艙機票給她，讓她飛到歐洲的橄欖餐桌去品嘗他親手做的料理。 | 全劇      |
| 周群達 | 溫振宇 | 29歲，四平高職西餐老師，瑞士餐飲管理系畢業，方小柔的學長。他對料理與食材的掌握精密，所有菜餚的調味比例、烹調時間長度，都要求得控制精準。臉上總是掛著笑臉的振宇，就像他的西餐料理一樣，優雅而富秩序。被蘇主任以為是校董的兒子，喜歡方小柔，但發現她喜歡韓杰後希望她原諒和積極挽留韓杰。第11集被江佩穎發現他加入追求方小柔行列。第15集被江佩穎強吻，後來喜歡江佩穎。第17集因為要回歐洲，成為《橄欖餐桌》主廚候選人，而放棄追求江佩穎。第22集，透露他也成為《橄欖餐桌》主廚，接替韓。 | 1-3、6-17 |

### 其他演員
| 演員   | 角色           | 介紹 | 登場集數        |
| 地球   | 李志超         | 30歲，訓導主任。 『人帥真好，人醜性騷擾...』不管是餐飲或是教育管理，他都像個軍事班長，一個口令一個動作。喜歡方小柔，但因為個子矮小，身手遲鈍，對韓杰看不順眼。之后喜欢江佩颖，因為振宇喜欢佩颖而吃醋，和他互為情敵，決定為了佩颖減肥，但卻沒甚麼進展。當振宇決定出國學習時，覺得很高興。自認很會唱歌，可是他是音痴。在第16集透露他是三代單傳，所以有傳宗接代的壓力。第18集代表四平抽籤，再跟世文在初賽對決。也發現世文有學生實驗餐廳，而感到害怕。第21集，在料理大賽複賽完畢後，抓到麥子和奇葩珍談戀愛而處罰。只要男女同學在一起，就矯枉過正地分開他們，但自己卻對江佩穎不死心。 | 1-8、13-22      |
| 吳仲強 | 蘇英俊         | 32歲，教務主任。牆頭草，見人說人話，見鬼說鬼話，誰比較有勢力就跟誰靠攏。以為溫振宇是校董的兒子，便積極地巴結討好。對韓杰看不順眼，更要挾他若未能幫四平高職取得勝利，韓老師得引咎辭職。在第10集，原對方小柔不順眼，但溫振宇說她是烘培新秀後，立刻對她改觀。 | 1-3、6-8、10-12 |
| 傅雷   | 韓嘉雄         | 60歲，四平高職校長兼董事長，韓杰的父親、許蔓芬的丈夫。在學校，他是寬厚有愛的校長。在家裡，則是嚴肅的父親。第10集讓方小柔停薪留職，到歐洲鑽研廚藝。此後到英國洽談姐妹校等事宜，第22集宣布退休，校長職位由方小柔接任，也發覺兒子不適合當校長。 | 1-3、8、10、22  |
| 朱陸豪 | 方明凱         | 『有教無類。』 柔爸給人一種高深莫測的感覺，反應多只是微微的一笑，並不多話，但是每每講出有如醍醐灌頂的人生道理。數年前曾經在四平高職任教，當時是很受學生歡迎的老師。是韓杰的廚藝老師。因為被韓杰害到受傷，因為腕力和前臂力大不如前，而令他不得不離開教職，成為“隨意小館”的老闆，也但也讓四平高職在比賽中屢戰屢敗，去年更是校史上第一次沒有拿到前四名。喜歡喝白毫烏龍茶。他也是創制《翠玉鳳眼》的人，被 Cindy Yao 成為第二回合的菜色，而被方小柔發現韓和他的師徒關係。 | 1、3-4、6-10    |
| 洪言翔 | 馬崇勝         | 劉璇的男友。 四平高職餐飲科學生。父母從小就離異不管阿勝，奶奶開了麵攤，辛苦扶養自己長大，奶奶覺得讀書很重要，阿勝覺得一技之長補貼家計更重要，沒有出身的他，決定努力當一個廚師，改善自己跟奶奶的生活，所以常常到外賺外快，成為半工讀生。喜歡劉璇，視王邁致為情敵，跟他的家境有著天壤之別。第1集被方小柔追趕，但成功逃脫。在第5集獨自在夜間偷練刀功，以致食材流失，也趁機誤稱有鬼出沒，更把韓老師和方老師困在儲物室，方老師反而要他在比賽中擔任隊長，也在第一回合當第一組。第9集決定不打麥子。第10集，被韓杰發現他賺外快而被鎖腳踏車輪胎。但也因為老陳的車拋錨，成功接劉璇上他的腳踏車上學，和跟她交換早餐。第14集跟劉璇看夕陽，和在營火晚會獨唱《望春風》，但被麥子打斷。已跟劉璇交往。第17、18集，以馬鈴薯做成烤餅和正餐版舒芙蕾。第19集也被王邁致嫌他跟劉璇成為情侶後，沒有做親密互動。第22集決賽後與劉璇出去，告訴劉璇他想到隨意小館打工，畢業後希望開店當老闆。 | 全劇            |
| 蘇小軒 | 劉璇           | 馬崇勝的女友。 四平高職餐飲科學生，四平校花，長髮飄逸、水靈大眼，劉璇一踏進校園就會立刻受到所有人注目，不單單是因為她漂亮的外表，雖然外表清秀，但劉璇卻有驚人的食量。家境優渥（家住“大直觀河”公寓），但深居簡出，一直是品學兼優的班長，但因為只能硬背食譜，沒有心思。在第4集跟韓老師學習把去年參賽惡評如潮的「清蒸石斑魚」改良，也令麥子乖乖就範。在第6集幫阿勝擦傷口，比較欣賞阿勝。在第8集透露她善於模仿方小柔筆跡，寫下情書，企圖挽留韓老師，跟方老師和好。第10集，因為老陳的車拋錨，阿勝成功接劉璇上他的腳踏車上學，和跟她交換早餐。在第11集，跟艾咪把趙老闆送的醬油都分給阿勝，也因為聽到麥子嫌棄阿勝的話而對麥子責罵。第14集誤以為奇葩珍喜歡馬崇勝，而心存嫉妒，正式跟馬崇勝交往。第17集，再以“法式清蒸石斑魚”而取得料理大賽培訓隊成員之一。第17-18集，在料理教室被桌子壓傷。因為馬崇勝跟他阿嬤到明道國小的足球隊煮飯，所以不能到料理教室救她，而致電給麥子求救。在第18集，麥子讓車子給阿勝和她坐。第21集，在複賽表現失常。第22集決賽完畢後，跟阿勝出去，才透露自己其實很懶惰，如果阿勝開店當老闆，自己會成為收銀員和成為服務員。 | 全劇            |
| 吳思賢 | 王邁致         | 『我是天下第一帥！』韋奇珍的男友。 四平高職餐飲科學生。爸爸是跨國集團 《冶春茶館》的董事長，進學校是學管理，希望有朝一日繼承家業，是學校家長會長的兒子，個性囂張、自大，大家都不太敢惹他，只有韓杰不吃這套，反而更嚴厲的對待他，也是電腦和體育高手。喜歡劉璇，視馬崇勝為情敵，跟他的家境有著天壤之別。第1集跟馬崇勝打架，第2集被韓杰發現他是偷拍上傳照片的主謀，但賭氣下扔食材和刀具，令方小柔手心和腳踝受傷，後來被罰上山就地採食材，卻被同學求情，跟他一起接受教學。在第6集，他在第一回合負責擺盤，也是最後一組，也在最後回合被韓老師發現他以國外食材丟在湯料裡而故意作弊，令四平高職輸掉比賽，但韓老師沒有把他供出來，引咎辭職，第9集自錄影片，誠心認錯，答應每個同學的懲罰，更送禮物給馬崇勝的阿嬤，以補償害阿勝失去獎學金。因為喜歡抹Chanel 香水而被韓老師訓話。本人家境也是非常優渥。第10集，老陳的車拋錨，令劉璇上馬崇勝的腳踏車上學，自己卻要跟跑，和跟她交換早餐，第11集，劉璇更跟馬崇勝到他阿嬤的麵攤幫忙收錢，令他非常不爽。以為奇珍喜歡阿胜，但奇珍是喜歡麥子。第14集，因為劉璇約定跟馬崇勝看夕陽，變得非常霸道和嫉妒，卻適得其反，令她更不喜歡他。第15集，因為手機沒電，借奇葩珍的手機求救時，發現她的手機桌面有他的照片，才領悟她喜歡他。發現奇葩珍喜歡他之後，也有喜歡奇葩珍的跡象，還送奇葩珍一隻手機，把自己的手機號碼名稱命名為「天下第一帥」。喜歡奇葩珍,只是現在自己還沒察覺。第17集，原本和奇葩珍相約，但是卻因為去救劉璇而錯過了。私底下因為喜歡牛油果，所以只把它製成冰淇淋成為創意料理。第19集，他的口味有所改變，不再挑選昂貴食材。第20集，在料理大賽完之後，跟奇葩珍間接表明自己的心意，但是卻又不小心說出傷人的話，深怕被發現讓奇葩珍傷心逃走了。第21集，在料理大賽完之後，於眾同學面前承認自己喜歡奇葩珍，而跟她緊緊相擁。已成為奇葩珍的男朋友。第22集與奇葩珍說好在決賽贏得冠軍後，一起穿情侶裝出去約會。約會當天他還打扮成奇葩珍的樣子，因此與奇葩珍互換身份，當一天的“奇葩麥”。 | 全劇            |
| 洪于晴 | 韋奇珍         | 四平高職餐飲科的新學生，自我介紹是奇珍異寶的奇珍，父母的寶貝，但同學一見她的呆萌樣，都叫她奇葩珍，王邁致的女友。個性單純天真，說話直，對於不懂的事就一定要查出來，外表很呆萌，卻一點都不傻，唯一弱點是對自己喜歡的人不知怎麼跟他相處，很容易臉紅。轉學第一天就撞入麥子，劉璇跟阿勝三人中間，麥子看到奇珍和阿勝的互動自動腦補奇珍喜歡阿勝，於是想方設法拐奇珍去追阿勝，好破壞劉璇跟阿勝感情，讓他有機會打敗阿勝，奪得劉璇。卻沒想到奇珍真正喜歡的人是麥子，奇珍表面答應配合麥子計畫，但心裡卻是打算在告白時，對真正愛慕的麦子說出心意。爸爸是“奇珍麵包”老闆，也是韓杰最喜歡的麵包店。奇珍為了答謝阿勝幫她清理傷口，免費幫同學們團購。第13集因為被麥子嫌棄而跟他冷戰。第14集幫他修補褲子上的破洞，甚至幫方小柔大方承認跟韓杰告白，但因為被誤為喜歡阿勝，所以被麥子設計跟阿勝告白，本人完全不知情，所以畏畏縮縮的態度讓麥子生氣，她追上去解釋，卻意外讓麥子受傷。第15集，因為麥子想傳短信求救，但手機沒電，麥子借她的手機時，發現她的手機桌面有他的照片，才領悟她喜歡他。第17集，以“全麥奇異果蛋糕”選上料理大賽培訓隊。 後來和麥子相約，但卻因為錯過對方，而在雨中等了很久。第18集因為發燒而刻意躲著麥子，但被他堵住，抱到料理教室，得到麥子的薑汁可樂和專屬馬克杯，並在料理教室主動親吻麥子臉頰。第20集，在料理大賽完之後，被麥子間接告白，可是卻不想要丟他的臉而難過跑走。第21集，因為陳夢晨把軍心擾亂，而被退賽，而韋奇珍成為替補選手，之後，因為她除了善於甜點，其他一竅不通，陳夢晨還幫她進行特訓。在料理大賽完之後，麥子於眾同學面前承認他自己喜歡她，而跟麥子緊緊相擁。已成為麥子的女朋友。 第22集麥子和她說話在決賽贏得冠軍後，一起穿情侶裝出去約會。約會當天她還把頭髮弄直，換戴隱形眼鏡，與麥子互換身份，當一天的“天下第一正”。 | 11-22           |
| 張洛偍 | 唐豪           | 四平高職餐飲科，曾經像陳夢晨一樣孤僻自閉，阿勝是他第一個朋友，父親是退休的黑道精神領袖，對周星馳《食神》電影到背如流，他的綽號也以唐牛命名，也喜歡其他周星馳電影。每次都像漫畫一樣做出好像很厲害的料理，吃起來卻不行。因為喜歡帶耳環戒指而被韓老師訓話。不斷的纏著陳夢晨，想和她成為好朋友，喜歡陳夢晨。第17集，就是以陳夢晨的酥皮湯為主，改為酥皮起司球，選上料理大賽培訓隊。第19集擊敗樊艾咪和奇葩珍選上競賽隊伍，第22集因為重感冒而退賽，決賽位置由陳夢晨替補，其實他是故意泡冷水澡，令自己生病，讓好勝的她重回比賽陣容。決賽後與陳夢晨出去，得知陳夢晨畢業後要到法國留學，於是打算補救自己的英文，跟她一起出國留學。 | 全劇            |
| 陳夢晨 | 陳夢晨         | 民國88年（1999年）10月25日生，在世大運比賽時出現，前世文隊隊長，富家女，學霸型人物，原該是高一生（中四），但跳級到高三（中七），在學生群中廚藝和美食知識最頂尖，個性驕傲自負，有點看不起人，說話從不在乎他人感受，甚至認為四平這群渣學生根本不能跟她比。因在世大運比賽，及指導老師CINDY口中，得知韓杰厲害，不惜轉學到四平來，只為了成為韓杰學生，學習他的廚藝。可她眼中只有韓杰，沒有同學的行徑，很快引起同學的不快，因為她刻意出風頭吸引韓杰注意的行為，不只干擾同學學習，更因此阻礙了方小柔跟韓杰的感情發展，為了解決這個麻煩，唐小牛決定為民除害，搞定這個麻煩假掰女！在第13集，故意搞砸韓杰交換給方小柔的韓式便當，也令她對花生產生過敏，吃了變味的便當，和被撒花生粉的炸雞後，全身發蕁麻疹，但因為她完全沒有毀滅證據，所以自投羅網。第14集，雖然沒有被方小柔供出是陷害她的主謀，但依然挑戰她做甜點舒芙蕾，也是方小柔曾經屢試屢敗的甜點之一，自認挑戰失敗後，被唐小牛纏住。第15、16集假裝肚子痛，故意支開方小柔，令她不能跟韓杰約會。喜歡唐小牛。第18集做出的馬鈴薯料理的評語，雖然跟艾咪不同隊，但一模一樣。第21集因為把軍心擾亂，而被退賽，而韋奇珍成為替補選手，她為此感到很不服氣。經過方老師的開導後，她想通了，之後還幫韋奇珍進行特訓。第22集，因為唐豪重感冒，而替補他的位置，重新列入決賽隊員名單。在決賽，發現她其實對同學料理上的優點理解很透徹，分工能力比方老師好。決賽後與唐小牛出去，告訴唐小牛畢業後想到法國留學。 | 6-8、12-22      |
| 陳敬宣 | 樊艾咪 （Amy） | 『本小姐don't like你，滾開！』 四平高職餐飲科學生【阿勝派】，本名樊雅惠(因為覺得太俗，希望大家叫她英文名字)。艾咪的父母都是老師，但是她的英文跟中文卻都是半調子。喜歡阿勝，所以老是附和他，又因為阿勝喜歡劉璇，所以很討厭他，但因為阿勝在第9集說服所有人原諒王邁致而改觀。因為喜歡塗指甲油而被韓老師訓話。在第9集，因為劉璇不敢做，把韓杰的護照埋在衣服裡。第10集，當學生們等方小柔時，馬崇勝睡在她的肩膀而沾沾自喜。第14集跟方曉華和張喧雅幫方小柔跟韓杰告白自認三個都非常喜歡看偶像劇。第17集，跟孔孟哲一起選上料理大賽培訓隊。早已放下對阿勝的感情。 | 全劇            |
| 吳季璇 | 方曉華         | 『只要努力就可以當上廚師，未來就有希望。』 四平高職餐飲科學生【麥子派】。樂觀開朗的普通女孩兒，出身普通家庭，長相平凡，個性隨和、善良，愛幫助人，是那種很有長輩緣，但是同儕不會覺得他很cool的女生。 | 3-17、22        |
| 易光   | 孔孟哲         | 『我應該是孔明或諸葛亮的後代。』 四平高職餐飲科學生【麥子派】。麥子身邊的軍師。剪個西瓜皮，戴著眼鏡，功課很好電腦很強，廚藝卻普通，常常一臉深思熟慮的老成表情，相信所有事情都要仰賴分析結果，但喜歡嗆樊艾咪。在第4、5集因為重感冒而未能挑戰四平隊團員選拔賽。第14集在螢火晚會的才藝表演，跟李明秀扮演“蛋黃哥”和 小小兵。喜歡奇葩珍，但得知奇葩珍喜歡的是麥子，而在一旁守護，常常讓麥子感到忌妒。第21集，當麥子正式公開與奇葩珍的戀情，更令孔孟哲感到不安、心痛。 | 3-17、22        |
| 喬雅琳 | 張喧雅         | 『劉璇好美喔，我希望有一天能變成她。』 四平高職餐飲科學生【阿勝派】。樂觀天真，少根筋，超級喜歡小動物，會把失敗的料理拿去餵流浪狗。 | 1-3、6-22       |
| 林睦言 | 強納生         | 『聽麥子的就對了。』 四平高職餐飲科學生【麥子派】。長相高大的混血兒，力氣也很大，個性卻忠厚老實，老是臉上掛著笑容。由於在游泳池救過麥子，因此麥子對他很好，他也忠心的跟在麥子旁邊。食量很大的他也參加過不少大胃王比賽。第14、15集缺席烤肉露营。 | 3-13、16-17     |
| 黃新皓 | 李明秀         | 『你可以再靠近一點，我就是美的化身。』 四平高職餐飲科學生【阿勝派】。韓系花美男，毫無主見的人，非常崇拜艾咪，覺得她很會穿衣服，愛跟著艾咪後面打轉交換美妝心得。通常每集都是很少镜头出现。第14集在螢火晚會的才藝表演，跟孔孟哲扮演“蛋黃哥”和 小小兵。 | 3-4、6-17、22   |

### 客串演出
| 演員            | 角色                 | 介紹 | 登場集數        |
| 邱隆            | 酒吧老闆             | 溫振宇好友，溫振宇第一次在他的酒吧跟韓切磋廚藝。 | 1               |
| 胡佩蓮          | 許蔓芬               | 55歲，韓杰的母親、韓嘉雄的妻子。退休的音樂老師及家庭主婦。韓媽媽溫柔幽默，但是該嚴厲的時候也是很兇悍的…無限期支持丈夫還有兒子，是兩人最堅強的心靈後盾。 | 1               |
| 龍劭華          | 老頭                 | 年約60歲，釣客，第1集發現韓杰釣到美人魚，第2集原以為釣不到魚而放棄，但方小柔發現他的魚竿在動，想去釣魚上來，但繼而墮海，被韓杰救回時，被他虧韓直接撈到美人魚。 | 1-3             |
| 王德生          | 老陳                 | 王邁致的司機，第7集在爸爸的餐廳幫麥子找食材。第10集因為車子拋錨，未能送劉璇和王邁致上學。第11集，在一輪擾攘後，被王邁致租用奇葩珍的腳踏車，而她坐老陳的車上學。 | 1、7、10-11、18 |
| 劉紀範          | 護士                 | 幫方小柔包紮傷口，生性八卦，因為看到韓杰公主抱方小柔而跟男朋友吃醋。 | 2               |
| 王道南          | 陳老闆               | 有機香菇園老闆，段木種植專家，很珍惜他種植出來的香菇，非常討厭跟法國松露菇比較，因為麥子的言論而把他惹怒，讓韓杰得帶領全部人鞠躬道歉。在第3集，跟蘿蔔園老闆和老闆娘送上食材給韓老師，剛好被校長看到，所以想以香菇和蘿蔔為主題，讓韓老師和溫老師進行對決。 | 2-3             |
| 蔡明修          | 老闆                 | 有機蘿蔔園老闆，因為收成不好，不想把食材賣給學校，但因為韓杰教他們“蘿蔔蹲”，才把蘿蔔變賣。 | 2-3             |
| 黃嘉千          | 郝美麗               | 『希望大家吃了我做的菜，都能覺得開心幸福。』 年約50出頭（雖然自己號稱是永遠的38 (3x8,24歲) 佳人）個性熱情三八，是隨意小館的老闆娘兼廚師，喜歡把普通菜色加上奢華菜名。招牌菜：台式燉碎肉燉飯佐黃油醬汁 （昇華版滷肉飯）、羅勒風味嫩春雞塊拌中式三味醬 （昇華版三杯雞）和福爾摩沙生蠔佐柴魚高湯細麵（昇華版蚵仔麵線）。 | 3               |
| 許騰方          | Raymond              | 韓杰好友，代韓杰管理橄欖餐桌。第15集，托大老闆 Mr. King之命，請求韓杰回歐主理橄欖餐桌，但如果米其林評鑑少一顆星，很有可能被Cindy Yao 接管成為主廚，但韓杰一直有意把橄欖餐桌搬到台灣營業，後來也希望方小柔成為合夥人，而整個對話被陳夢晨全程偷聽。 | 4-5、15         |
| 林家磑          | 主持人               | 酒店主持人，方小柔在那裡表演花式調酒。 | 4               |
| 郭泰王          | 熱炒主廚             | 客家熱炒店主廚，但生意黯淡，韓杰請方小柔、李志超和江佩穎到那裡吃飯，也親自下廚，想挽救生意。 | 4               |
| 李相林          | 酒促小姐             | 熱炒店酒促小姐，但因為韓杰等人沒有向她買啤酒而生氣。 | 4               |
| 呂雪鳳          | 馬奶奶               | 馬崇勝的奶奶，麵攤老闆娘。對她來說怨天尤人過一天，正向過日子是一天，何必跟自己過不去呢？年輕時就很吃苦耐勞、辛苦的拉拔孩子長大，無奈兒子和媳婦生下阿勝之後，因為細故分開竟各自另組家庭、從此對阿勝不聞不問。她在韓老師和Raymond的幫忙下提早收攤，義務地幫明道國小的足球隊煮飯。 | 5               |
| 周曉涵          | 姚心媞 （Cindy Yao） | 歐洲Ceres餐廳的行政主廚，Chris Yao的妹妹，因為喜歡韓杰，故自稱是韓杰的未婚妻。世大運對手世文的客席老師。也是溫振宇的同學。也提點方小柔橄欖餐桌的 Oscar Han 正是韓杰，但方小柔的學生們比她更晚發現。第8集被韩杰拒绝一起回欧洲，也确认韩杰喜欢方小柔而非常的不甘心，最後獨自回歐洲。 | 5-8             |
| 趙柏翰          | 小學生               | 明道國小生，足球校隊，多年沒有跟媽媽過生日，剛好是自己生日，所以請韓老師特製“麻油蛋煎麵線”。 | 5               |
| 張昀昀          | 主持人               | 世大運料理大賽主持人 | 6               |
| 姬天語          | 主持人               | 世大運料理大賽主持人 | 7               |
| 邱竩恬          | 小壽星               | 被邊走邊哭的方小柔撞掉生日冰淇淋的小女孩。 | 7               |
| 巴正坤          | 評審                 | 世大運料理大賽的評審 | 6-8             |
| 潘瑋翔          | 評審                 | 世大運料理大賽的評審 | 6-8             |
| 段可風          | 評審                 | 世大運料理大賽的評審 | 6-8             |
| 李若玹          | 林惠美               | 四平高職的新老師，新報到當天嬰兒出生，韓杰截到方小柔剛坐過的計程車，但因為方小柔沒有台幣，跟她們到醫院。 | 10              |
| 管謹宗          | 趙老闆               | 醬油工廠總經理，發現員工對膳食不滿意，所以請四平餐飲系幫忙找出問題，並研製新菜單。此時，學校剛好遇上財政困難，所以藉此機會令該公司成為贊助商。第二天願意贊助，也送每位同學兩箱醬油。 | 11              |
| 宥勝            | Chris Yao            | Cindy Yao的哥哥、世文高職的老師、韓杰在法國料理學院時的同學兼死黨，曾和韓杰比賽99次平手，但在第100場前離開台灣，用3年時間環遊世界，從非洲回台。第17集偷拍方小柔和韓杰。第3天被韓杰發現，而被他逮住。第18集在超市救回差點被馬鈴薯砸傷的方小柔，也因為菜商不滿意貨品被破壞，但Chris 把馬鈴薯雕成藝術品，然後把它們促銷，也私下教馬鈴薯有關的甜點，讓方小柔示範給四平學生。不喜歡照食譜烹飪。他也暫時接管方明凱和郝美麗的“隨意小館”，因為他剛回台灣時，行李和護照掉包，方明凱讓他到他家暫住。在第19集，Chris和韓杰比賽，並在韓杰的甜點裡撒上花生粉，因為方小柔對它過敏，所以韓杰以她健康為由退賽。及後回“隨意小館”找手機，被韓杰、方小柔和江佩穎發現他比賽料理時有帶小抄，懷疑他開始失去味覺，而只能憑靠嗅覺和記憶力完成料理，另外Chris 要全面退出料理界。吃了花椒全身會起雞皮疙瘩。在第20集全國料理大賽中，吃了四平的料理 （他喜歡的獵人燉雞）后因为有加花椒而回复味觉。在宣布世文赢时，不計輸贏提醒評審，讓四平高職最後獲得勝利。比賽以後跟家人環遊世界。本人與家人也真的開始環遊世界之旅。 | 17-21           |
| 王蕾榛 （蕾蕾） |                      | Chris Yao 的幼女，本人是宥勝的女兒。 | 21              |
| 楊小黎          | 主持人               | 全國高中料理大賽複賽主持人 | 21              |
| 洪詩            | Maggie               | 四平高職英國姐妹校校務長。韓父安排與韓相親的對象。 | 22              |
| 陳建安          | 主持人               | 全國高中料理大賽決賽主持人 | 22              |
| Masha 潘君崙    | Masha 潘君崙         | 與四平高職進入決賽的對手永盛高中其中一隊員，跟老師一起擺爛。 | 22              |
| 加樂            |                      | 與四平高職進入決賽的對手永盛高中其中一隊員，跟老師一起擺爛。 | 22              |
| Wish            |                      | 與四平高職進入決賽的對手永盛高中其中一隊員，跟老師一起擺爛。 | 22              |
|                 | 吳心宜               | 與四平高職進入決賽的對手永盛高中其中一隊員，跟老師一起擺爛。 | 22              |
|                 | 方淑玲               | 與四平高職進入決賽的對手永盛高中其中一隊員，跟老師一起擺爛。 | 22              |
| 周鼎            | 徐千涵               | 永盛高中指導老師，因為得跟韓杰互換隊員，跟永盛隊員一起擺爛。 | 22              |

## 收視率
| 臺灣《三立都會台》週五首播收視率列表 | 臺灣《三立都會台》週五首播收視率列表 | 臺灣《三立都會台》週五首播收視率列表 | 臺灣《三立都會台》週五首播收視率列表 | 臺灣《三立都會台》週五首播收視率列表                                 | 臺灣《三立都會台》週五首播收視率列表     | 臺灣《三立都會台》週五首播收視率列表                         |
| 首播日期                             | 堂數                                 | 收視率 （含無線）                    | 收視率 （含有線）                    | 收視率（含無線）排名                                                 | 幕後花絮 《料理高校下課十分鐘》 平均收視 | 備註                                                         |
| ------------------------------------ | ------------------------------------ | ------------------------------------ | ------------------------------------ | -------------------------------------------------------------------- | ---------------------------------------- | ------------------------------------------------------------ |
| 2015年8月7日                         | 第1堂                                | 1.92                                 | 2.39                                 | 1 思慕的人：1.61 廉政英雄：1.21 哇！陳怡君：- 愛在異鄉：-            | 1.18                                     | 每週五晚上10點準時上課                                       |
| 2015年8月14日                        | 第2堂                                | 1.93                                 | 2.40                                 | 1 思慕的人：1.52 廉政英雄：1.22 哇！陳怡君：0.82 愛在異鄉：-         | 0.98                                     | 由本集起《小三美日》冠名贊助， 更改為《小三美日 料理高校生》 |
| 2015年8月21日                        | 第3堂                                | 2.12                                 | 2.64                                 | 1 廉政英雄：1.29 思慕的人：1.20 落日：0.04 哇！陳怡君：- 愛在異鄉：- | 1.28                                     |                                                              |
| 2015年8月28日                        | 第4堂                                | 2.19                                 | 2.73                                 | 1 思慕的人：1.56 廉政英雄：1.46 落日：0.04 哇！陳怡君：-             | 1.20                                     |                                                              |
| 2015年9月4日                         | 第5堂                                | 1.59                                 | 1.98                                 | 1 思慕的人：1.49 廉政英雄：1.49 哇！陳怡君：-                        | 未知                                     | 由本集起《萬家香》冠名贊助， 更改為《萬家香 料理高校生》     |
| 2015年9月11日                        | 第6堂                                | 1.94                                 | 2.42                                 | 1 思慕的人：1.42 廉政英雄：1.22 哇！陳怡君：0.92                     | 1.02                                     |                                                              |
| 2015年9月18日                        | 第7堂                                | 1.79                                 | 2.22                                 | 1 思慕的人：1.52 廉政英雄：1.21 哇！陳怡君：-                        | 1.00                                     |                                                              |
| 2015年9月25日                        | 第8堂                                | 1.89                                 | 2.35                                 | 1 思慕的人：1.34 廉政英雄：0.99 麻醉風暴：-                          | 1.19                                     |                                                              |
| 2015年10月2日                        | 第9堂                                | 2.01                                 | 2.54                                 | 1 廉政英雄：1.25 思慕的人：1.21 麻醉風暴：-                          | 1.01                                     |                                                              |
| 2015年10月9日                        | 第10堂                               | 2.03                                 | 2.57                                 | 1 思慕的人：1.37 廉政英雄：1.30 麻醉風暴：-                          | 1.18                                     |                                                              |
| 2015年10月16日                       | 第11堂                               | 2.20                                 | 2.74                                 | 1 思慕的人：1.89 廉政英雄：1.43 唯一繼承者：0.61                     | 1.11                                     |                                                              |
| 2015年10月23日                       | 第12堂                               | 2.14                                 | 2.66                                 | 1 廉政英雄：1.41 唯一繼承者：0.97                                    | 1.43                                     |                                                              |
| 2015年10月30日                       | 第13堂                               | 2.16                                 | 2.69                                 | 1 廉政英雄：1.33 唯一繼承者：0.48                                    | 1.20                                     |                                                              |
| 2015年11月6日                        | 第14堂                               | 2.27                                 | 2.83                                 | 1 廉政英雄：1.30 唯一繼承者：0.47                                    | 1.46                                     |                                                              |
| 2015年11月13日                       | 第15堂                               | 2.13                                 | 2.65                                 | 1 廉政英雄：1.33 唯一繼承者：0.48                                    | 1.27                                     |                                                              |
| 2015年11月20日                       | 第16堂                               | 2.10                                 | 2.62                                 | 1 廉政英雄：1.25 唯一繼承者：-                                       | 1.26                                     |                                                              |
| 2015年11月27日                       | 第17堂                               | 1.93                                 | 2.40                                 | 1 廉政英雄：1.27 唯一繼承者：-                                       | 1.17                                     |                                                              |
| 2015年12月4日                        | 第18堂                               | 1.96                                 | 2.46                                 | 1 廉政英雄：1.37 唯一繼承者：-                                       | 1.25                                     |                                                              |
| 2015年12月11日                       | 第19堂                               | 2.09                                 | 2.61                                 | 1 廉政英雄：1.45 唯一繼承者：-                                       | 1.18                                     |                                                              |
| 2015年12月18日                       | 第20堂                               | 2.12                                 | 2.64                                 | 1 廉政英雄：1.55 唯一繼承者：-                                       | 1.27                                     |                                                              |
| 2015年12月25日                       | 第21堂                               | 1.96                                 | 2.46                                 | 1 唯一繼承者：-                                                      | 未知                                     | 廉政英雄暫停播出乙次                                         |
| 2016年1月1日                         | 第22堂 （結業式）                    | 2.01                                 | 2.54                                 | 1 廉政英雄：1.18 唯一繼承者：-                                       | 因延長15分鐘而停播一次                   | 精彩最終回（播出105分鐘）                                    |
| 2016年1月8日                         | 課後總複習                           | 1.22                                 | 未知                                 | 2 廉政英雄：1.23 唯一繼承者：-                                       | 未知 （播出第22堂的幕後花絮）            | 回顧老師部分（播出90分鐘）                                   |
| 2016年1月15日                        | 青春line上你                         | 未知                                 | 未知                                 | 廉政英雄：1.30 唯一繼承者：-                                         | 不適用                                   | 回顧學生部分（播出105分鐘）                                  |
| 平均收視率                           | 平均收視率                           | 2.02                                 | 2.52                                 | 1                                                                    | 1.19                                     | 不含第23-24堂、空白處                                        |

- 同時段戲劇：民視：《廉政英雄》、三立臺灣台：《思慕的人》、台視：《哇！陳怡君》/《麻醉風暴》/《唯一繼承者》、中視：《愛在異鄉》、華視：《落日》
- 由AGB尼爾森調查，調查範圍是四歲以上收看電視之觀眾。
- 資料來源：中時娛樂、凱絡媒體週報、電視劇收視率排行榜-人氣榜-台灣-偶像劇場 （页面存档备份，存于）

## 電視劇歌曲
| 曲別        | 歌名         | 演唱者        | 作詞           | 作曲           | 集數                     |
| 片頭曲      | 我們青春     | 李玉璽        | 李玉璽         | 李玉璽         | 全劇                     |
| 片尾曲      | 怎麼還不愛   | 楊凱琳、余楓  | 黃祖蔭、余琛懋 | 艾怡良         | 第1-22集                 |
| 片尾曲/插曲 | 我不離開     | 戴愛玲、A-Lin | 黃婷           | 陶山           | 課後總複習、青春line上你 |
| 預告曲      | Love More    | 畢書盡        | 畢書盡、陳又齊 | 畢書盡、陳又齊 | 全劇                     |
| 插曲        | 不忘         | 楊凱琳        | 吳易緯         | 生命樹、小王子 |                          |
| 插曲        | SHOUT        | 李玉璽        | 李玉璽         | 李玉璽         |                          |
| 插曲        | For You      | 李玉璽        | 李玉璽         | 李玉璽         |                          |
| 插曲        | 你一直在心中 | 吳莫愁        | 溫曼尼         | 梁思樺         |                          |
| 插曲        | 陪你飛       | 吳思賢        | 馬嵩惟         | 張簡君偉       | 第21集、課後總複習       |

## 獎項

### 2015華劇大賞
| 年份   | 獲提名                 | 獎項                       | 結果 |
| ------ | ---------------------- | -------------------------- | ---- |
| 2015年 | 李國毅、林予晞         | 最佳接吻獎                 | 提名 |
| 2015年 | 雷瑟琳                 | 最佳綠葉獎                 | 提名 |
| 2015年 | 吳思賢、蘇小軒、洪言翔 | 最佳潛力新星獎             | 獲獎 |
| 2015年 | 李國毅、林予晞         | 最佳螢幕情侶獎             | 提名 |
| 2015年 | 李國毅                 | 華流雜誌年度最暢銷大獎     | 獲獎 |
| 2015年 | 李國毅                 | 最佳男演員獎               | 獲獎 |
| 2015年 | 林予晞                 | 最佳女演員獎               | 提名 |
| 2015年 | 《料理高校生》         | 觀眾票選最受歡迎戲劇節目獎 | 提名 |

### 第51屆金鐘獎
| 年份 | 獲提名 | 獎項               | 結果 |
| ---- | ------ | ------------------ | ---- |
| 2016 | 吳思賢 | 戲劇節目新進演員獎 | 提名 |

## 取景
- 桃園市私立光啟高級中學
- 中和區四號公園
- 桃園創新技術學院
- 羅東博愛醫院
- 開南大學

## 製作團隊
- 導演：許珮珊（全劇）、吳蒙恩（第19-20集）
- 監製：許淑芬
- 專案製作人：廖佩玲
- 企劃：張瀞心
- 製作人：郭建宏、張曼娜、楊啟仙
- 執行製作人：郭彥伶
- 編劇統籌：賴婉容
- 協力編劇：賴意林、劉蕊瑄、碧翠絲、余家安、呱呱
- 製作公司：映畫傳播
- 主視覺設計：邱孟彥
- 冠名贊助：
  - 三立：小三美日、萬家香

## 原創小說
小說版《料理高校生 原創小說》由何曜先創作、台灣角川2015年11月出版，ISBN 978-9863668374，依據原編劇群劇本改作，在電視劇情節之外加入角色前傳與隱藏版情節，分章與電視劇分集不同。

## 外部連結
- 官方网站－三立
- 官方网站－三立(新版)
- 官方网站－東森
- 料理高校生的Facebook專頁
- 料理高校生語錄-粉絲製作
- 料理高校生 （页面存档备份，存于）-YouTube

| 臺灣 三立都會台 每週五 22:00 - 23:30                                                    | 臺灣 三立都會台 每週五 22:00 - 23:30                                                                                       | 臺灣 三立都會台 每週五 22:00 - 23:30 |
| --------------------------------------------------------------------------------------- | --- | ------------------------------------ |
|                                                                                         | 料理高校生 （2015年8月7日－2016年1月1日） 料理高校生 課後總複習 （2016年1月8日） 料理高校生 青春line上你 （2016年1月15日） |                                      |
| 莫非，這就是愛情 （2015年3月20日－2015年7月24日） 軍官·情人大頭兵特輯 （2015年7月31日） | 1989一念間 （2016年1月22日－2016年6月24日） 念念不忘1989-特輯 （2016年7月1日）                                             |                                      |

| 马来西亚 Astro双星、Astro双星HD 每週五 22:00 - 23:30 · （與台灣三立都會台同步播岀）       | 马来西亚 Astro双星、Astro双星HD 每週五 22:00 - 23:30 · （與台灣三立都會台同步播岀）                                        | 马来西亚 Astro双星、Astro双星HD 每週五 22:00 - 23:30 · （與台灣三立都會台同步播岀） |
| ----------------------------------------------------------------------------------------- | --- | ----------------------------------------------------------------------------------- |
|                                                                                           | 料理高校生 （2015年8月7日－2016年1月1日） 料理高校生 課後總複習 （2016年1月8日） 料理高校生 青春line上你 （2016年1月15日） |                                                                                     |
| 莫非，這就是愛情 （2015年3月20日－2015年7月24日） 莫非，這就是愛情 特輯 （2015年7月31日） | 1989一念間 （2016年1月22日 - 2016年6月24日） 念念不忘1989-特輯 （2016年7月1日）                                            |                                                                                     |

| 臺灣 東森綜合台 每週六 22:00 - 23:30 · 10/3播出時間為 21:30 - 23:00         | 臺灣 東森綜合台 每週六 22:00 - 23:30 · 10/3播出時間為 21:30 - 23:00                              | 臺灣 東森綜合台 每週六 22:00 - 23:30 · 10/3播出時間為 21:30 - 23:00                                             |
| --------------------------------------------------------------------------- | ------------------------------------------------------------------------------------------------ | --- |
|                                                                             | 料理高校生 （第1－13集） （2015年8月8日－2015年10月31日）                                        | |
| 星座愛情雙魚女 （更改至週六 23:30 - 01:00） （2015年6月27日－2015年8月1日） | 必娶女人 （2015年11月7日－2016年2月20日）                                                        | |
| 每週六 20:30 - 22:00                                                        |                                                                                                  | |
| 料理高校生（重播） （2015年8月15日－2015年10月31日）                        | 料理高校生 （第14－22集） （2015年11月7日－2016年1月2日） 料理高校生 課後總複習 （2016年1月9日） | 2分之一強遊戲王 （2016年1月16日）1989一念間 （2016年1月23日－2016年6月25日） 念念不忘1989-特輯 （2016年7月2日） |

| 新加坡 星和都會台 每週日 22:00 - 23:30            | 新加坡 星和都會台 每週日 22:00 - 23:30                                                | 新加坡 星和都會台 每週日 22:00 - 23:30 |
| ------------------------------------------------- | ------------------------------------------------------------------------------------- | -------------------------------------- |
|                                                   | 料理高校生 （2015年8月30日－2016年1月31日）                                           |                                        |
| 莫非，這就是愛情 （2015年4月12日－2015年8月16日） | 2016超級巨星紅白藝能大賞 （2016年2月7日） 1989一念間 （2016年2月14日－2016年7月10日） |                                        |

| 臺灣 MTV 每週六 20:00 - 21:30 | 臺灣 MTV 每週六 20:00 - 21:30                                                                                               | 臺灣 MTV 每週六 20:00 - 21:30 |
| ----------------------------- | --- | ----------------------------- |
|                               | 料理高校生 （2016年3月26日－2016年8月20日） 料理高校生 課後總複習 （2016年8月27日） 料理高校生 下課十分鐘 （2016年9月10日） |                               |
| 我愛偶像 完全娛樂             | MTV最強音演唱會 |                               |

| 臺灣 華視主頻 每週一至週五 21:00 - 22:30 | 臺灣 華視主頻 每週一至週五 21:00 - 22:30             | 臺灣 華視主頻 每週一至週五 21:00 - 22:30                                                                                                   |
| --- | ---------------------------------------------------- | --- |
| | 料理高校生 （2017年5月11日－2017年6月9日）           | |
| 1989一念間 （2017年4月12日－2017年5月10日）                                                                                                   | 飛魚高校生 （2017年6月12日－2017年7月5日）           | |
| 每週一至週四 21:00 - 23:00 |                                                      | |
| 飛魚高校生（重播） （2019年8月20日－2019年9月26日） （21:00 - 22:00） 歡喜來逗陣（重播） （22:00 - 23:00） （9月30日起，改为1:00 - 3:00播出） | 料理高校生（重播） （2019年9月30日－2019年10月28日） | 守著陽光守著你 （2019年10月29日－2019年12月18日） （21:00 - 22:00）鬥陣來鬧熱（重播） （2019年10月29日－2019年12月18日） （22:00 - 23:00） |

| 臺灣 三立國際台 每週日 22:00 - 00:00        | 臺灣 三立國際台 每週日 22:00 - 00:00        | 臺灣 三立國際台 每週日 22:00 - 00:00 |
| ------------------------------------------- | ------------------------------------------- | ------------------------------------ |
|                                             | 料理高校生 （2019年8月25日-2019年12月22日） |                                      |
| 22K夢想高飛 （2019年4月21日-2019年8月18日） | 1989一念間 （2019年12月29日-2020年4月19日） |                                      |